# Borsodivánka, Borsod-Abaúj-Zemplén
Borsodivánka este un sat în districtul Mezőkövesd, județul Borsod-Abaúj-Zemplén, Ungaria, având o populație de 750 de locuitori (2011). 

## Demografie
Componența etnică a satului Borsodivánka
     Maghiari (97,09%)
     Romi (2,45%)
     Români (0,46%)
Componența confesională a satului Borsodivánka
     Romano-catolici (40,53%)
     Fără religie (19,47%)
     Reformați (8,93%)
     Atei (2,4%)
     Necunoscută (28%)
     Greco-catolici (0,67%)
Conform recensământului din 2011, satul Borsodivánka avea 750 de locuitori. Din punct de vedere etnic, majoritatea locuitorilor (97,09%) erau maghiari, cu o minoritate de romi (2,45%). Nu există o religie majoritară, locuitorii fiind romano-catolici (40,53%), persoane fără religie (19,47%), reformați (8,93%) și atei (2,4%). Pentru 28,0% din locuitori nu este cunoscută apartenența confesională.